# 허먼 프레이저

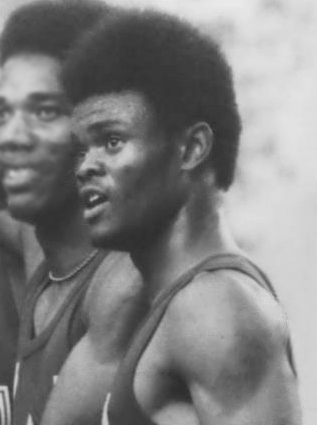

허먼 프레이저(Herman Frazier, 본명: 허먼 로널드 "허름" 프레이저, Herman Ronald "Herm" Frazier, 1954년 10월 29일 ~ )는 은퇴한 미국의 육상 선수이다. 1976년 올림픽과 1975년, 1979년 팬아메리칸 게임에서 400m 계주에서 금메달을 획득했다. 개인적으로 1976년 올림픽 400m 종목에서 동메달을 획득했다. 2004년 미국 올림픽 대표팀의 셰프를 역임했고, 버밍엄에 있는 앨라배마 대학교와 하와이 대학교에서 운동 디렉터를 역임했다. 그는 현재 시러큐스 대학교의 수석 체육 부국장으로 재직하고 있다.